# مبدأ الملوث يدفع

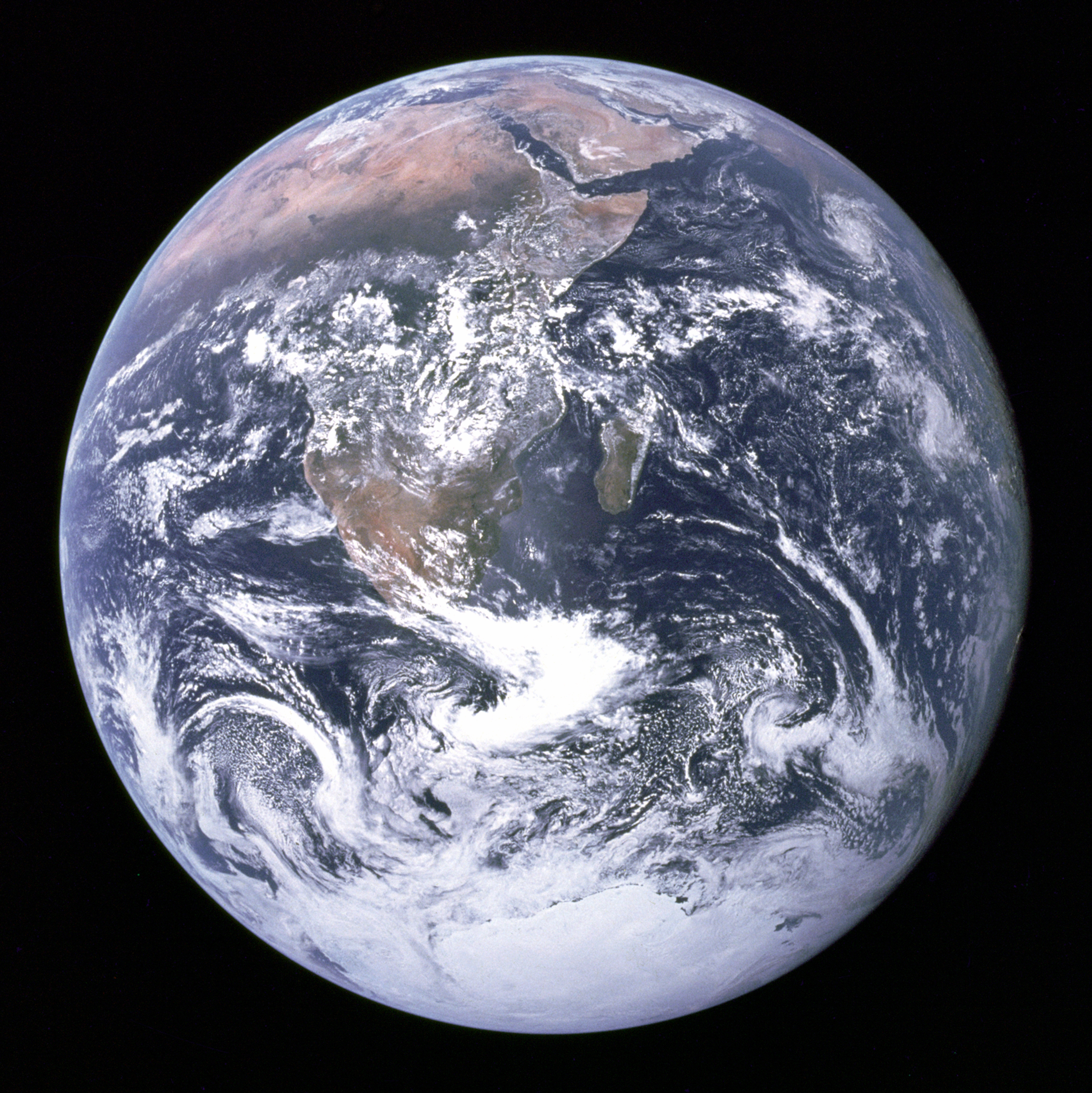

في القانون البيئي، صدر مبدأ الملوث يدفع لجعل الطرف المسؤول عن حدوث التلوث مسؤولاً عن الدفع، مقابل الضرر الذي ألحقه بـ البيئة الطبيعية. ويُعد عرفًا إقليميًا بسبب الدعم القوي الذي حظي به من معظم دول منظمة التعاون الاقتصادي والتنمية (OECD) والسوق الأوروبية (EC).
ويدعم مبدأ الملوث يدفع السياسة البيئية، مثل الضرائب البيئية، التي إذا أقرتها الحكومة، تحول وتقلل بشكل كبير انبعاثات الغازات الدفيئة. وتتضمن بعض الضرائب البيئية التي يدعمها مبدأ الملوث يدفع: ضريبة استهلاك الوقود المفرط في الولايات المتحدة، والمعيار الموحد لاقتصاد الوقود (CAFE) - غرامة الملوث يدفع. ويتطلب قانون الممتاز الأمريكي من الملوثين الدفع مقابل تنظيف مواقع النفايات الخطرة، وذلك عند إمكانية تحديد الملوثين.
علاوة على ذلك، يُطلق على مبدأ الملوث يدفع اسم المسؤولية الممتدة للمنتِج (EPR). وكان أول من وصف هذا المفهوم تقريبًا توماس ليندكفست للحكومة السويدية في عام 1990. ويسعى مبدأ «المسؤولية الممتدة للمنتِج» إلى نقل المسؤولية المتعلقة بالنفايات من الحكومات، (وهكذا، دافعو الضرائب والمجتمع ككل) إلى الجهات المتسببة فيها. في الواقع، إنه يدمج تكلفة التخلص من النفايات مع تكلفة المنتج، وهذا يعني نظريًا أن المنتجِين سيقومون بتحسين كميات وأنواع النفايات الناتجة عن منتجاتهم، ومن ثم يقللون حجم النفايات ويزيدون احتمالات إعادة الاستخدام أو التدوير.

تُعرّف منظمة التعاون الاقتصادي والتنمية مبدأ «المسؤولية الممتدة للمنتِج» على أنها: 

مفهوم يفرض على مصنّعي المنتجات ومستورديها تحمل قدر كبير من المسؤولية بشأن التأثيرات البيئية لمنتجاتهم على مدار دورة حياة المنتج، بما في ذلك التأثيرات السابقة للإنتاج المتأصلة في عملية اختيار المواد المستخدمة في تصنيع المنتجات، والتأثيرات الناتجة عن عملية إنتاج جهات التصنيع نفسها، والتأثيرات اللاحقة لعملية الإنتاج من استخدام المنتجات والتخلص منها. ويقبل المنتجون تحمل مسؤولياتهم عندما يهتمون بتصميم منتجاتهم بما يقلل دورة حياة التأثيرات البيئية، وعندما يقبلون المسؤولية القانونية أو المادية أو الاقتصادية والاجتماعية للتأثيرات البيئية التي لا يمكن القضاء عليها عن طريق التصميم وحده.

## في القانون البيئي الدولي
في القانون البيئي الدولي، هذا المبدأ مذكور في المبدأ 16 من إعلان ريو بشأن البيئة والتنمية.

## الإدراج في القوانين الوطنية
أدرجت ولاية نيوساوث ويلز في أستراليا مبدأ الملوث يدفع ضمن مبادئ التنمية المستدامة إيكولوجيًا الأخرى في أهداف هيئة حماية البيئة.

## القصور في مبدأ الملوث يدفع
لاحظت وكالة حماية البيئة الأمريكية عدم تطبيق مبدأ الملوث يدفع بالكامل في البرامج والقوانين الأمريكية. ومن ضمن ذلك، خدمات مياه الشرب ومعالجة الصرف الصحي مدعومة من الحكومة، ويتم تطبيق عدد محدود من الآليات في سبيل إجراء تقييم شامل للملوثين لتحديد تكاليف علاج التلوث المطلوبة منهم.